# Araeococcus goeldianus
Espèce
Classification phylogénétique
Araeococcus goeldianus est une espèce de plantes de la famille des Bromeliaceae présente au Brésil et en Guyane.

## Distribution
L'espèce se rencontre au Brésil et en Guyane.

## Description
L'espèce est épiphyte.